# Disonycha triangularis
Disonycha triangularis är en skalbaggsart som först beskrevs av Thomas Say 1824.  Disonycha triangularis ingår i släktet Disonycha och familjen bladbaggar. Inga underarter finns listade i Catalogue of Life.